# Wereldkampioenschappen veldlopen 1977
De 5e editie van het IAAF wereldkampioenschappen veldlopen vonden plaats op 20 maart 1977 in Düsseldorf, Bondsrepubliek Duitsland. 

## Uitslagen

### Mannen senioren
| Plaats | Atleet          | Land                     | Tijd (min.s) |
| ------ | --------------- | ------------------------ | ------------ |
| Goud   | Leon Schots     | België                   | 37.43        |
| Zilver | Carlos Lopes    | Portugal                 | 37.48        |
| Brons  | Detlef Uhlemann | Bondsrepubliek Duitsland | 37.52        |
| 4      | Franco Fava     | Italië                   | 37.53        |
| 5      | Bernie Ford     | Engeland                 | 37.54        |
| 6      | Euan Robertson  | Nieuw-Zeeland            | 37.57        |
| 7      | Karel Lismont   | België                   | 38.04        |
| 8      | Tony Simmons    | Engeland                 | 38.12        |
| 9      | David Black     | Engeland                 | 38.13        |
| 10     | Enn Sellik      | Sovjet-Unie              | 38.15        |
| .. \|- |                 |                          |              |
| 18     | Erik De Beck    | België                   | 38.29        |
| 22     | Willy Polleunis | België                   | 38.36        |
| 27     | Frank Grillaert | België                   | 38,50        |
| 44     | Jos Hermens     | Nederland                | 38,53        |
| 51     | Eddy Van Mullem | België                   | 38.54        |
| 71     | Piet Vonck      | Nederland                | 38.56        |
| 74     | Eddy Rombaux    | België                   | 38.57        |
| 98     | Piet Waaning    | Nederland                | 40.01        |
| 119    | Jo Schout       | Nederland                | 40.25        |
| 136    | Henk Mentink    | Nederland                | 40.50        |
| 140    | Gerard Nijboer  | Nederland                | 41.06        |
| 145    | Bram Wassenaar  | Nederland                | 41,12        |
| 154    | Paul Thys       | België                   | 41.42        |
| 160    | Klaas Lok       | Nederland                | 42.35        |
|        | Miel Puttemans  | België                   | DNF          |

| Plaats | Land | Punten                            |
| ------ | --- | --------------------------------- |
| Goud   | België Leon Schots Karel Lismont Erik De Beck Willy Polleunis Frank Grillaert Eddy Van Mullem                  | 1 + 7 + 18 + 22 + 27 + 51 = 126   |
| Zilver | Engeland Bernie Ford Tony Simmons David Black Steve Kenyon Barry Smith Mike McLeod                             | 5 + 8 + 9 + 29 + 35 + 43 = 129    |
| Brons  | Sovjet-Unie Enn Sellik Leonid Mosejev Vladimir Merkushin Aleksandr Antipov Nikolay Radostev Aleksandr Matveyev | 10 + 11 + 16 + 20 + 40 + 47 = 144 |

### Mannen junioren
| Plaats | Atleet              | Land             | Tijd (min.s) |
| ------ | ------------------- | ---------------- | ------------ |
| Goud   | Thom Hunt           | Verenigde Staten | 23.15        |
| Zilver | Santiago Llorente   | Spanje           | 23.28        |
| Brons  | Ari Paunonen        | Finland          | 23.39        |
| 4      | Pierre Délèze       | Tsjechië         | 23.43        |
| 5      | Mark Spilsbury      | Verenigde Staten | 23.44        |
| 6      | Nick Lees           | Engeland         | 23.48        |
| 7      | Peter Butler        | Canada           | 23.49        |
| 8      | Nat Muir            | Schotland        | 23.55        |
| 9      | José Manuel Abascal | Spanje           | 23.56        |
| 10     | Tommy Ekblom        | Finland          | 23.57        |
| ..     |                     |                  |              |
| 13     | Elie Aubertin       | België           | 24.04        |
| 21     | Harry Servranckx    | België           | 24.24        |
| 25     | Guido De Pauw       | België           | 24.30        |
| 32     | Dirk Mattheus       | België           | 24.38        |
| 41     | François Willems    | België           | 24.55        |
| 67     | Ronny Agten         | België           | 25.43        |

| Plaats | Land                                                                    | Punten                |
| ------ | ----------------------------------------------------------------------- | --------------------- |
| Goud   | Verenigde Staten Thom Hunt Mark Spilsbury Marty Froelick Chris Fox      | 1 + 5 + 12 + 18 = 36  |
| Zilver | Spanje Santiago Llorente José Manuel Abascal Luis Sastre Antonio Prieto | 2 + 9 + 14 + 15 = 40  |
| Brons  | Canada Peter Butler (atleet) Rob Evans David Peckham Roland Brack       | 7 + 11 + 20 + 29 = 67 |

### Vrouwen senioren
| Plaats | Atleet             | Land             | Tijd (min.s) |
| ------ | ------------------ | ---------------- | ------------ |
| Goud   | Carmen Valero      | Spanje           | 17.26        |
| Zilver | Ljoedmila Bragina  | Sovjet-Unie      | 17.28        |
| Brons  | Giana Romanova     | Sovjet-Unie      | 17.35        |
| 4      | Irina Bondarchuk   | Sovjet-Unie      | 17.38        |
| 5      | Cristina Tomasini  | Italië           | 17.44        |
| 6      | Raisa Katyukova    | Sovjet-Unie      | 17.46        |
| 7      | Ann Yeoman         | Engeland         | 17.47        |
| 8      | Sue Kinsey         | Verenigde Staten | 17.49        |
| 9      | Anne Audain        | Nieuw-Zeeland    | 18.00        |
| 10     | Cornelia Bürki     | Zwitserland      | 18.02        |
| ..     |                    |                  |              |
| 17     | Annie van Stiphout | Nederland        | 18.18        |
| 26     | Carla Beurskens    | Nederland        | 18.31        |
| 47     | Nadine Claes       | België           | 18.57        |
| 53     | Geertje Meersseman | België           | 19.03        |
| 57     | Joke van Gerven    | Nederland        | 19.10        |
| 63     | Francine Peeters   | België           | 19.20        |
| 70     | Lenie van der Poel | Nederland        | 19.29        |
| 76     | Viviane Van Emelen | België           | 19.41        |
| 80     | Tineke Kluft       | Nederland        | 19.45        |
| 81     | Claire Spauwen     | Nederland        | 19.46        |
| 83     | Rita Thijs         | België           | 19.53        |

| Plaats | Land                                                                          | Punten                |
| ------ | ----------------------------------------------------------------------------- | --------------------- |
| Goud   | Sovjet-Unie Ljoedmila Bragina Giana Romanova Irina Bondarchuk Raisa Katyukova | 2 + 3 + 4 + 6 = 15    |
| Zilver | Verenigde Staten Sue Kinsey Kathy Mills Julie Brown Paula Neppel              | 8 + 11 + 14 + 15 = 48 |
| Brons  | Nieuw-Zeeland Anne Audain Heather Thomson Barbara Moore Irene Miller          | 9 + 13 + 24 + 30 = 76 |

## Deelnemers
In totaal hadden zich 345 atleten uit 22 landen aangemeld.
- Australië (9)
- België (20)
- Canada (18)
- Engeland (21)
- Finland (17)
- Frankrijk (21)
- Ierland (21)
- Italië (16)
- Nederland (14)
- Nieuw-Zeeland (15)
- Polen (5)
- Portugal (14)
- Schotland (21)
- Sovjet-Unie (15)
- Spanje (21)
- Soedan (2)
- Zwitserland (17)
- Zweden (8)
- Tunesië (12)
- Verenigde Staten (21)
- Wales (18)
- Bondsrepubliek Duitsland  (19)

1973 · 
1974 · 
1975 · 
1976 · 
1977 · 
1978 · 
1979 · 
1980 · 
1981 · 
1982 · 
1983 · 
1984 · 
1985 · 
1986 · 
1987 · 
1988 · 
1989 · 
1990 · 
1991 · 
1992 · 
1993 · 
1994 · 
1995 · 
1996 · 
1997 · 
1998 · 
1999 · 
2000 · 
2001 · 
2002 · 
2003 · 
2004 · 
2005 · 
2006 · 
2007 · 
2008 · 
2009 · 
2010 · 
2011 · 
2013 · 
2015 · 
2017 · 
2019 · 
2023 · 
2024